# Phytomyza achilleaececis
Phytomyza achilleaececis är en tvåvingeart som beskrevs av Suss 1984. Phytomyza achilleaececis ingår i släktet Phytomyza och familjen minerarflugor.
Artens utbredningsområde är Italien. Inga underarter finns listade i Catalogue of Life.